# Дорчестър
Дорчестър (на английски: Dorchester) е град в южната част на област (графство) Дорсет, регион Югозападна Англия. Той е административен център на община Западен Дорсет, както и на цялото графство. Населението на града към 2010 година е 18 280 жители.
Най-ранните данни за селището са от 4 век, от времето на римското присъствие по тези земи. То е упоменато в римския опис „Итинерариум на Антонин“. Тогавашното му название е било „Durnovaria“, вероятно кръстено на името на древното племе Дуротриги, което е населявало този район. Още тогава градът се превръща във важен кръстопът и търговски център за заобикалящата го провинция.
Дорчестър е известен и като домашен град и вдъхновение за писателя Томас Харди, роден в малко селище в околността, той прекарва значителна част от живота си тук от 1885 година до кончината си през 1928 година. Собствената му къща в града, наричана „Макс Гейт“, понастоящем е собственост на Национален тръст за опазване на културно-историческото наследство и е отворена за посетители.

## География
Градът е разположен по поречието на река Фрум. На около 14 километра в южна посока се намира крайбрежието към протока Ла Манш в района на курортния град Уеймът.

## Население
Долната таблица показва развитието на населението на Дорчестър за период от приблизително един век:
| Населението на Дорчестър за периода 1921 – 2010 година |      |        |        |        |        |        |        |        |        |
| година                                                 | 1921 | 1931   | 1941   | 1961   | 1971   | 1981   | 1991   | 2001   | 2010   |
| население                                              | 9960 | 10 030 | 11 620 | 12 260 | 13 740 | 14 050 | 15 100 | 16 160 | 18 280 |
| Население: 1921 – 2010                                 |      |        |        |        |        |        |        |        |        |